# Baldratia kaplankyrica
Baldratia kaplankyrica är en tvåvingeart som beskrevs av Fedotova 1992. Baldratia kaplankyrica ingår i släktet Baldratia och familjen gallmyggor.
Artens utbredningsområde är Turkmenistan. Inga underarter finns listade i Catalogue of Life.